# Bad taste
Bad taste és una pel·lícula de culte de 1987 dirigida, escrita i produïda per Peter Jackson. Va ser el primer llargmetratge de Jackson, que el va filmar amb l'ajuda dels seus amics durant el seu temps lliure. La trama gira al voltant d'un grup d'extraterrestres que arriben a Nova Zelanda per a segrestar persones i convertir-les en menjar.

## Argument
Uns extraterrestres envaeixen el poble de Kaihoro i els seus habitants són assassinats i tancats en caixes per convertir-se en menjar ràpid. El govern hi envia quatre paramilitars per aturar la invasió.

## Producció
Peter Jackson va començar a rodar la pel·lícula durant els caps de setmana atès que entre setmana tenia una altra feina. El rodatge va durar quatre anys, fet que es va deure a les dificultats perquè tots els involucrats en la pel·lícula coincidissin en els seus temps lliures. Els actors de la pel·lícula eren amics i veïns del director. Encara que la idea original era fer un curtmetratge, Jackson es va adonar que el material utilitzable abastava aproximadament 75 minuts, prou per fer un llargmetratge.
Jackson va estar a càrrec de la producció, direcció, fotografia i muntatge de Bad taste, interpretant fins i tot dos dels personatges que apareixen a la pel·lícula. Segons les seves pròpies paraules:
| « | El gran nombre de treballs i tasques que vaig fer van sorgir pel fet que no tenia diners i no hi havia pressupost. Literalment vaig acabar a la pel·lícula, interpretant un paper al film, perquè em vaig quedar sense amics. Sí, tenia un grup limitat de gent que sabia que podia convèncer per venir durant un cada cap de setmana alguns mesos, però es van convertir en anys, així que em vaig assignar un dels personatges. | » |

Després del rodatge, el director va rebre suport de la New Zealand Film Commission, que va ajudar a finançar la pel·lícula i Jackson va poder acabar-la. Un cop finalitzada, la cinta va ser exhibida al Festival Internacional de Cinema de Canes, on va ser adquirida per distribuïdors de diversos països.
El 2008, la revista Empire va dur a terme una enquesta entre els lectors i crítics de cinema per a seleccionar les 500 millors pel·lícules de tots els temps, i Bad taste va assolir el lloc 416.

## Premis
| Any  | Premi         | Categoria            | Receptor      | Resultat  |
| ---- | ------------- | -------------------- | ------------- | --------- |
| 1990 | Fantasporto   | Millor pel·lícula    | Peter Jackson | Nominat   |
| 1989 | Fantafestival | Premi de l'audiència | Peter Jackson | Guanyador |